# Limacidae
I Limacidi (Limacidae Batsch, 1789) sono una famiglia di molluschi gasteropodi terrestri privi di conchiglia, appartenente all'ordine Stylommatophora.
Comunemente chiamati "lumache", "limacce" o "lumaconi", non vanno confusi con le chiocciole.

## Biologia
I limacidi solitamente si nutrono di erbe e piante, e per questo sono molto osteggiate negli orti. Escono all'aperto soprattutto di notte o, incoraggiate dall'umidità, dopo una pioggia consistente. Amano deporre le uova e anche ripararsi dal giorno in luoghi umidi e scuri in generale ma soprattutto nei cumuli di erbacce, stoppie, cannucciati mal conservati.
Le uova sono di dimensioni considerevoli (circa 5 mm), semitrasparenti e contengono un liquido acquoso dove talvolta è visibile l'embrione.

## Tassonomia
La famiglia comprende tredici generi in due sottofamiglie:
- Sottofamiglia Eumilacinae I.M. Likharev & Wiktor, 1980
  - Eumilax O. Boettger, 1881
  - Metalimax Simroth, 1896
- Sottofamiglia Limacinae Lamarck, 1801
  - Ambigolimax Pollonera, 1887
  - Bielzia Clessin, 1887
  - Caspilimax P. Hesse, 1926
  - Gigantomilax O. Boettger, 1883
  - Lehmannia Heynemann, 1863
  - Limacus Lehmann, 1864
  - Limax Linnaeus, 1758
  - Malacolimax Malm, 1868
  - Svanetia P. Hesse, 1926
  - Turcomilax Simroth, 1902
  - Weltersia Fo. Giusti, Lesicki, Benocci, Pieńkowska & Manganelli, 2021

Tra le specie più comuni in Italia ci sono Limax flavus e Limax maximus.
Alcuni autori collocano in questa famiglia anche il genere Deroceras Batsch, 1820, dai più attribuito alla famiglia Agriolimacidae H. Wagner 1935.